# Lucca
Lucca (italijanski izgovor: lukka) je mesto in občina v Toskani v osrednji Italiji, ob reki Serchio, v rodovitni ravnini blizu Ligurskega morja. Je glavno mesto pokrajine Lucca. Znano je po nedotaknjenem obzidju iz obdobja renesanse. Mesto ima okoli 90.000 prebivalcev. Je mesto umetnosti.
Lucca je bila dolga stoletja neodvisna država, leta 1860 pa se je po plebiscitu pridružila Kraljevini Sardiniji in Italiji.

## Zgodovina

### Antično in srednjeveško mesto
Mesto Lucca so ustanovili Etruščani (obstajajo sledovi prejšnje ligurske naselbine v 3. stoletju pred našim štetjem, imenovane Luk, kar pomeni 'močvirje', iz katerega izvira ime Lucca), leta 180 pred našim štetjem je postalo rimska kolonija. Pravokotna mreža njegovega zgodovinskega središča ohranja rimski tloris ulic, trg Piazza San Michele pa zavzema mesto antičnega foruma. Sledi amfiteatra so še vedno vidni na trgu Piazza dell'Anfiteatro.
Na konferenci v Luci leta 56 pred našim štetjem (imenovana po mestu Luca - sodobna Lucca - v Cisalpinski Galiji) se je Julij Cezar sestal s svojimi političnimi partnerji, Pompejem in Krasom in ponovno potrdili svoje politično zavezništvo, znano kot Prvi triumvirat.
Fredianus, irski menih, je bil škof v Lucci v začetku 6. stoletja. V nekem trenutku je Lucco oropal Odoaker, prvi germanski kralj Italije. Lucca je bila pomembno mesto in trdnjava tudi v 6. stoletju, ko jo je leta 553 general Narzes (v službi bizantinskega cesarja Justinijana I.) več mesecev oblegal. Pod Langobardi je bil sedež vojvode, ki je koval svoje kovance. Sveti obraz Lucce (ali Volto Santo), glavna relikvija, ki naj bi jo izrezljal Nikodem, je prispela leta 742. V 8. in 10. stoletju je bila Lucca središče judovskega življenja, skupnost pa je vodila družina Kalonymos (ki se je v nekem trenutku v tem času preselila v Nemčijo, da bi postala glavna sestavina praaškenazijskega judovstva). Lucca je postala uspešna s trgovino s svilo, ki se je začela v 11. stoletju in je začela tekmovati s svilami v Bizancu. V 10. in 11. stoletju je bila Lucca glavno mesto fevdalne Toskanske marke, bolj ali manj neodvisna, vendar nominalno pripadala Svetemu rimskemu cesarju.

### Prva republika
Po smrti Matilde Toskanske je mesto leta 1160 postalo samostojna komuna z listino. Skoraj 500 let je Lucca ostala neodvisna republika. V regiji med južno Ligurijo in severno Toskano je je bilo veliko manjših provinc, ki jih je obvladovala rodbina Malaspina; Toskana je bila v tem času del fevdalne Evrope. Dantejeva Božanska komedija vključuje veliko sklicevanj na velike fevdalne družine, ki so imele ogromno jurisdikcij z upravnimi in sodnimi pravicami. Dante je nekaj izgnanstva preživel v Lucci.
Leta 1273 in spet leta 1277 je Lucci vladal gvelf capitano del popolo (kapitan ljudstva) z imenom Luchetto Gattilusio. Leta 1314 si je kondotjer Uguccione della Faggiuola iz Pise dovolil, da se postavi za gospodarja v Lucci. Lucchesi so ga dve leti kasneje pregnali in mesto predali drugemu kondotjeru, Castrucciju Castracaniju, pod njegovo vlado je postala vodilna država v osrednji Italiji. Lucca je tekmovala z Firencami do Castracanijeve smrti leta 1328. 22. in 23. septembra 1325 je Castracani v bitki pri Altopasciu premagal firenške gvelfe. Za to ga je sveti rimski cesar Ludvik IV. nominiral za vojvodo Lucce. Castracanijev grob je v cerkvi San Francesco. Njegova biografija je Machiavellijeva tretja slavna knjiga o politični vladavini.
Mesto, ki so ga zasedle čete Ludvika IV., je bilo prodano bogatemu Genovežanu Gherardinu Spinoli, nato pa ga je zasedel češki kralj Ivan Češki. Zastavljena pri Rossu iz Parme je odstopljena Mastinu II della Scala iz Verone, prodana Florentincem, predana Pisanom, nato pa jo je cesar Karel IV. nominalno osvobodil; vodil jo je njegov vikar.
Leta 1408 je Lucca gostila sklic, katerega namen je bil končati razkol v papeštvu.
Lucca je najprej kot demokracija, po letu 1628 pa tudi kot oligarhija obdržala svojo neodvisnost ob Benetkah in Genovi in je na francosko revolucijo leta 1789 na svoj prapor naslikala besedo Libertas.

### Po Napoleonnovi zasedbi
Lucca je bila druga največja italijanska mestna država (po Benetkah) z republiško ustavo ('komuna'), ki je skozi stoletja ostala neodvisna.
Med letoma 1799 in 1800 sta se zanjo borili francoska in avstrijska vojska. Končno so Francozi prevladali in ji podelili demokratično ustavo leta 1801. Že leta 1805 je republiko Lucca Napoleon spremenil v monarhijo in svojo sestro Eliso Bonaparte Baciocchi postavil za 'princeso Lucce'.
Med letoma 1815 in 1847 je bila to vojvodina Bourbon-Parma. Edini vladajoči vojvode v Lucci sta bila Maria Luisa Španska, ki jo je leta 1824 nasledil njen sin Karel II., vojvoda Parme. Medtem je bilo vojvodstvo Parme za življenja dodeljeno Marii Louisi, vojvodinji Parmi, drugi Napoleonovi ženi. V skladu z Dunajsko pogodbo (1815) se je po smrti Marie Louise, vojvodinje Parme leta 1847, Parma vrnila k Karlu II., vojvodi Parme, medtem ko je Lucca izgubila neodvisnost in je bila priključena Velikemu vojvodstvu Toskana. Kot del Toskane je leta 1860 postala del Kraljevine Sardinije in leta 1861 končno del italijanske države.

### Internacijsko taborišče druge svetovne vojne
Leta 1942 je bilo med drugo svetovno vojno v vasi Colle di Compito v občini Capannori, približno 11 kilometrov od Lucce, ustanovljeno taborišče za ujetnike. Njegova uradna številka je bila P.G. (prigionieri di guerra) 60  in je bilo običajno imenovano PG 60 Lucca. Čeprav na območju, ki je bilo nagnjeno k poplavam, nikoli ni imelo stalnih struktur, nastanitve pa so sestavljali šotori, je v času svojega obstoja bivalo več kot 3000 vojnih ujetnikov Britancev in iz Commonwealtha. Nemcem je bilo izročeno 10. septembra 1943, nedolgo po podpisu italijanskega kapitulacije. V času Italijanske socialne republike so bili tam kot lutkovna država Nemcev internirani politični zaporniki, tujci, zaporniki in Judje, in je delovalo kot koncentracijsko taborišče. Junija 1944 so ujetnike preselili v Bagni di Lucca.

## Arhitektura

### Obzidje, ulice in trgi
Obzidje, ki obdaja staro mestno jedro, ostaja nedotaknjeno, čeprav se je mesto širilo in moderniziralo, nenavadno za mesta v regiji. Sprva zgrajeno kot obrambni zid, ko so zidovi izgubili vojaški pomen, je postalo sprehajališče za pešce, Passeggiata delle Mura Urbane, ulica na obzidju, ki povezuje bastijone. Prehaja skozi bastijone Santa Croce, San Frediano, San Martino, San Pietro / Battisti, San Salvatore, La Libertà / Cairoli, San Regolo, San Colombano, Santa Maria, San Paolino / Catalani in San Donato; in preko vrat (Porte): San Donato, Santa Maria, San Jacopo, Elisa, San Pietro in Sant'Anna. Vsaka od štirih glavnih strani strukture je zasajena z drugačno drevesno vrsto.
Obzidano mesto obkrožajo Piazzale Boccherini, Viale Lazzaro Papi, Viale Carlo Del Prete, Piazzale Martiri della Libertà, Via Batoni, Viale Agostino Marti, Viale G. Marconi (glej Guglielmo Marconi), Piazza Don A. Mei, Viale Pacini Giusti, Piazza Curtatone, Piazzale Ricasoli, Viale Ricasoli, Piazza Risorgimento in Viale Giosuè Carducci.
Mesto vključuje številne javne trge, predvsem Piazza dell'Anfiteatro, lokacijo rimskega amfiteatra; pa tudi Piazzale Verdi, Piazza Napoleone' in Piazza San Michele.

### Palače, vile, hiše in muzeji
- Vojvodska palača (Palazzo Ducale): zgrajena na mestu trdnjave Castruccio Castracani. Gradnjo je začel Bartolomeo Ammanati v letih 1577–1582, nadaljeval pa Filippo Juvarra v 18. stoletju
- Palača Pfanner
- Villa Garzoni, znana po vodnih vrtovih
- Casa di Puccini: Hiša opernega skladatelja v bližnji Torre del Lago, kjer je skladatelj bival poleti. Operni festival Puccini poteka vsako leto julija – avgusta.
- Torre delle Ore: (Stolpna ura)
- Rodbinski stolp in hiša Guinigi: panoramski pogled z balkona na vrhu stolpa s hrasti
- Narodni muzej vile Guinigi
- Narodni muzej Palazzo Mansi
- Orto Botanico Comunale di Lucca: botanični vrt iz leta 1820
- Akademija znanosti (1584)
- Teatro del Giglio: operna hiša devetnajstega stoletja
- Kompleks samostana San Francesco in kampus, kjer je diplomirana in doktorska šola IMT School for Advanced Studies Lucca.
- San Ponziano, renesančna nekdanja rimskokatoliška cerkev, danes univerzitetna knjižnica za IMT Lucca.

### Cerkve
Obstaja veliko srednjeveških, nekaj starih iz 8. stoletja, cerkva v obliki bazilike z bogatimi arkadnimi fasadami in kampanili.
- Duomo di San Martino: stolnica sv. Martina
- Cerkev San Michele in Foro: romanska cerkev
- cerkev San Giusto: romanska cerkev
- Bazilika San Frediano
- cerkev Sant'Alessandro je primer srednjeveškega klasicizma
- Santa Giulia: lombardska cerkev, obnovljena v 13. stoletju
- San Michele: cerkev v Antraccoliju, ustanovljena leta 777, je bila v 12. stoletju razširjena in obnovljena z uvedbo portika iz 16. stoletja
- Cerkev San Giorgio v kraju Brancoli, zgrajena v poznem 12. stoletju, ima zvonik v langobardsko-romanskem slogu, v notranjosti je ogromen ambon (1194) s štirimi stebri, nameščenimi na levjih skulpturah, visoko okrašen romanski osmerokotni krstilnik, oltar pa podpira šest majhnih stebrov s človeškimi figurami

## Kultura
Lucca je rojstno mesto skladateljev Giacomo Puccini (La Bohème in Madam Butterfly), Nicolao Dorati, Francesco Geminiani, Gioseffo Guami, Luigi Boccherini in Alfredo Catalani. Je tudi rojstno mesto umetnika Benedetta Brandimarteja.
Od leta 2004 je v Lucci sedež IMT Lucca, javne raziskovalne ustanove in selektivne podiplomske šole ter del Superior Graduate Schools v Italiji (Grandes écoles). 

## Osebnosti povezane z Lucca
- Giacomo Puccini, skladatelj
- Luigi Boccherini, skladatelj
- Papež Lucij III.
- Papež Aleksander II.
- Giuliano Amato, politik
- Eros Riccio, šahist
- Alfredo Catalani, skladatelj

## Mednarodne povezave
Lucca je pobratena z:
- Abingdon, Oxfordshire, Združeno kraljestvo
- Colmar, Francija
- Hämeenlinna, Finska
- Schongau, Bavarska, Nemčija
- Sint-Niklaas, Belgija
- San Francisco, Kalifornija, ZDA